# Сьогоднішня Нова Міжнародна Версія
Сьогоднішня нова міжнародна версія (англ. Today's New International Version або англ. TNIV) — це англійський переклад Біблії, розроблений Комітетом з перекладу Біблії (КПБ). КПБ також розробив нову міжнародну версію (НМВ) у 1970-х роках. СНМВ базується на НМВ. Це євангельський переклад, як і його попередник; второканонічні книги не є частиною цього перекладу. Новий Завіт СНМВ був опублікований у березні 2002 року. Повна Біблія була опублікована в лютому 2005 року. Правами на текст володіє Бібліка (раніше Міжнародне біблійне товариство). Зондерван видавав СНМВ у Північній Америці. Ходдер і Стоутон опублікували СНМВ у Великобританії та Європейському Союзі.
Над перекладом працювала команда з 13 перекладачів, ще сорок науковців рецензували переклад. Команда була створена як міжконфесійна.
У 2011 році випуск НМВ 1984 року і СНМВ були припинені після випуску переглянутої і оновленої версії НМВ.

## Філософія перекладу
Переклад зайняв більше десяти років; Над перекладом працювали 13 вчених-євангелістів: Рональд Ф. Янгблад, Кеннет Л. Баркер, Джон Х. Стек, Дональд Х. Медвіг, RT France, Гордон Фі, Карен Х. Джобс, Уолтер Ліфельд, Дуглас Дж. Му, Брюс К. Волтке, Ларрі Л. Вокер, Герберт М. Вольф і Мартін Селман. Сорок інших вчених, багато з яких були експертами з конкретних книг Біблії, перевірили роботу команд перекладачів. Вони походили з різних євангельських конфесій.
Намір перекладачів СНМВ полягав у тому, щоб створити точний і читабельний переклад сучасною англійською мовою. Комітет з перекладу Біблії хотів створити нову версію на основі спадщини НМВ і, як і її попередник, створити збалансовану версію-посередник — таку, яка була б між найдослівнішим перекладом і найбільш вільним; між від слова до слова (формальна еквівалентність) і думки до думки (динамічна еквівалентність).
Для перекладу було розглянуто широкий спектр рукописів. Масоретський текст, сувої Мертвого моря, Самаритянське П'ятикнижжя, грецька Септуагінта або (LXX), Акила, Сіммах і Теодотіон, латинська Вульгата, сирійська Пешітта, арамейські Таргуми, а для Псалмів Латинські псалтирі Ієроніма такими були всі консультації щодо Старого Завіту. Час від часу слідували за сувоями Мертвого моря, де масоретський текст здавався непослідовним. Для Нового Завіту було використано грецький текст Нового Завіту Об'єднаних біблійних товариств в редагуванні Нестле-Аланда.

## Відмінності
Приблизно 7 % тексту було змінено порівняно з останнім варіантом (1984) НМВ. За словами Крейга Бломберга, СНМВ рухається в «більш буквальному напрямку втричі частіше, ніж ні». Марк Л. Штраус заявив, що більшість змін «базуються на досягненнях біблійної науки, лінгвістики та археології».
У Матвія 1:18, де НМВ каже, що Марія була «з дитиною», СНМВ просто каже, що Марія була «вагітною».
У Євангелії від Луки 12:38 фраза «друга або третя сторожа ночі», яка використовується в НМВ, змінена на «серед ночі або на світанку» в СНМВ.
Перекладачі СНМВ інколи обирали більш традиційні англо-саксонські або поетичні переклади, ніж ті, що містяться в НМВ. Наприклад, «небеса» іноді вибирають замість «неба», як це має місце в Ісаї 50:3: «Я небеса зодягаю в темряву, і волосяницю роблю його покривалом».
Іноді СНМВ пропонує інше або нюансоване розуміння уривка. Наприклад, у НМВ Псалом 26:3 читається таким чином: «Бо любов Твоя завжди переді мною, / і я завжди ходжу в правді Твоїй». СНМВ читається наступним чином: «Бо я завжди пам'ятав про твою незмінну любов / і жив, покладаючись на твою вірність». У цьому одному вірші є кілька змін, але на особливу увагу заслуговує переклад СНМВ єврейського слова «емет» . Перекладачі СНМВ сприйняли це слово як щось більше, ніж просто чесність у Псалмі 26:3, посилаючись точніше на беспеку або надійність.
Приклади інших змін: «істинно кажу вам» стає «я кажу вам істину»; «колеги по роботі» стають «співробітниками»; «юдеї», зокрема в Євангелії від Іоанна, часто стають «юдейськими лідерами», коли контекст робить очевидним справжній зміст висловлювання; і «чудеса», особливо в Івана, стають більш буквальними «знаками», «чудесними знаменнями» або «ділами». Слово «Дух», де є велика ймовірність, що воно означає Святий Дух, тепер пишеться з великої літери. «Петро» тепер перекладається як «Кифа», коли грецька мова просто транслітерує єврейське ім'я.
Інші помітні зміни полягають у тому, що «Христос» регулярно перекладається як «Месія», а «святі» часто замінюються такими термінами, як «народ Божий» або «віруючі».

## СНМВ іοἱ Ἰουδαίοι(гоі іудаїоі)
У СНМВ деякі оригінальні грецькі тексти посилаються на οἱ Ἰουδαίοι (транслітерація гоі іудаїоі), замінено з оригінального англійського перекладу «євреї» на «єврейські лідери» або просто «вони» (наприклад, в Івана 18:36). До цієї зміни закликали єврейські лідери, щоб уникнути непорозумінь у Євангелії від Івана. 
Багато євангельских вчених погоджуються з цією зміною. СНМВ не єдиний серед англомовних версій Біблії, який слідкує за нещодавніми біблійними дослідженнями з цього питання.

## Гендерно-нейтральна мова і СНМВ
Серед інших відмінностей від НМВ, СНМВ використовує гендерно-нейтральну мову для позначення людей. Конфесійними термінами для такого роду мови є такі, як гендерно-нейтральні. Два приклади такого рішення щодо перекладу можна знайти в Книзі Буття і Євангелії від Матвія: У книзі Буття 1:27 сказано: «І створив Бог людей за власним образом». Давні переклади використовують слово «людина» або «чоловік» для перекладу слова אָדָם ('адам), вживане в єврейській мові, те саме слово, що вживається як власне ім'я першого чоловіка, одруженого з першою жінкою, Євою.
У Матвія 5:9 сказано: «Блаженні миротворці, бо вони дітьми Божими назвуться». Тут грецьке слово huioi перекладається як «сини», а не як «діти», як це можна знайти в інших сучасних англійських перекладах, таких як Переглянута стандартна версія (англ. Revised Standard Version або англ. RSV), Нова Американська Стандартна Біблія (англ. New American Standard Bible або англ. NASB), Нова Версія короля Якова (англ. New King James Version або англ. NKJV) і Розширена Біблія (англ. Amplified Bible).
Однак авторизована версія короля Якова 1611 року також передає цей уривок як «діти», а не як «сини». Згадки про Бога в чоловічому роді, такі як «Батько» і «Син», у СНМВ не змінено в порівнянні з дослівним перекладом.
Менше 30 % змін у СНМВ передбачають використання гендерно-нейтральної мови. Підхід СНМВ до гендерно-нейтральної мови подібний до Нової Міжнародної Версії Інклюзивного мовного видання (англ. New International Version Inclusive Language Edition або англ. NIVs), Нової Переглянутої Стандартної Версії (англ. New Revised Standard Version або англ. NRSV), Нового Живого перекладу (англ. New Living Translation або англ. NLT), Нової Версії Століття (англ. New Century Version або англ. NCV) та Сучасної Англійської Версії (англ. Contemporary English Version або англ. CEV).

## Прихильники
Деномінації, які підтримують СНМВ, включають Християнсько-реформатську церкву (CRC), яка офіційно схвалила СНМВ як прийнятний переклад для використання, Церкву Євангельського Завіту та Вільну методистську церкву Північної Америки. Вчені з Вільної методистської церкви Північної Америки по-різному відповіли на те, що «не становить загрози» до «найточнішого з усіх».
Євангельські вчені та пасторські лідери, які підтримують проект, включають Марка Л. Штрауса, Тремпера Лонгмана, Джона Ортберга, Адама Гамільтона, Крейга Бломберга, Даррелла Бок, Дона Карсона, Пітера Ферлера, Білла Хайбелса, Бена Вітерінгтона третього, Лі Стробеля, Філіпа Янсі, Дена Кімболла, Террі Блекстока, Ервіна МакМануса, Теда Хаггарда та інших.

## Критика
У червні 2002 року понад 100 євангельських лідерів підписали «Заяву про стурбованість», виступаючи проти СНМВ. Пресвітеріанська церква в Америці та Конвенція південних баптистів прийняли резолюції проти СНМВ та інших гендерно-нейтральних перекладів.
Євангельські вчені та різні громадські діячі, які критикують гендерно-нейтральні переклади, включають Джона Ф. Макартура, Дж. І. Пекера, Джека Т. Чіка, Ґейл Ріплінґер, Джеймса Добсона, Джеррі Фолвелла, Тексе Маррса, Уейна Грудема, Пітера Ракмана, Д. Джеймса Кеннеді, Джоша МакДауелла, Р. Альберта Молера мол., Джона Пайпера, Пета Робертсона, Р. С. Спраула і Джоні Ерексона Тада .

## Поширення
- У 2002 році Зондерван опублікував Новий Завіт СНМВ.
- У 2005 році видавництво Ходдер і Стоутон опублікувало аудіо-Біблію Нового Завіту СНМВ. Це англомовна версія Сьогоднішньої Нової Міжнародної Версії, яку читають актори, зокрема Тайлер Баттерворт, Сьюзан Шерідан, Джоан Вокер, Деніел Філпотт і Анна Бентінк. Доступний у форматі CD та MP3. Формат MP3 для завантаження також можна знайти на voxbiblia.com[21]
- У 2005 році Зондерван планував рекламувати СНМВ у Роллінґ Стоун як частину своєї кампанії з випуску повної Біблії СНМВ для «духовно заінтригованих людей віком від 18 до 34 років». Лише за кілька тижнів до запланованої дати показу реклами Роллінґ Стоун зняв рекламу, посилаючись на політику заборони релігійної реклами в своєму журналі. Починаючи з статті в Ю-Ес-Ей Тудей, у ЗМІ почалася ажіотажність, а через два тижні Роллінґ Стоун змінив свою позицію та опублікував рекламу.[22]
- У 2006 році Зондерван випустив навчальну Біблію СНМВ із примітками до вивчення та тематичним покажчиком на 700 сторінок.
- У 2007 році Міжнародне Біблійне Товариство (англ. International Bible Society) випустило книгу «Книги Біблії», яка вносить кілька змін у форматування тексту. Текст СНМВ використано без поділу на глави та вірші. Заголовки розділів видаляються, а виноски переміщуються в кінець кожної книги. Книги представлені в альтернативному порядку, а довші твори, які з часом були розділені, відновлені до їх первісної єдності. (Наприклад, 1 і 2 Самуїла і 1 і 2 Царів спочатку були однією книгою. У Книгах Біблії вони повторно об'єднані як Самуїла-Царі.)[23]
- Також у 2007 році була випущена версія манги СНМВ. Він був створений британсько-нігерійським художником Аджібайо Акінсіку під псевдонімом Сіку.[24]
- У 2008 році Зондерван випустив довідкову Біблію СНМВ. Викладач університету Рік Менсфілд заявив у онлайн-рецензії попереднього перегляду, що це «видання СНМВ, яким я хотів би користуватися з самого початку».[25]
- З випуском оновленої версії НМВ у 2011 році, роботи над редагуванням СНМВ і НМВ 1984 року були припинені.[26] Кейт Денбі, президент і головний виконавчий директор Бібліка, сказав, що вони помилилися, представивши минулі оновлення — не переконавши людей у необхідності перегляду та недооцінивши лояльність читачів до NIV 1984 року.